# Belgrano Football Club (Uruguay)
El Belgrano Football Club fue un equipo uruguayo de fútbol de la era amateur de la liga uruguaya, en las primeras décadas del siglo XX. 

## Historia
Belgrano fue fundado en algún momento del año 1908, y luego de obtener el título de la Intermedia en 1918, asciende para jugar el Campeonato Uruguayo de Fútbol 1919, dónde se mantiene consecutivamente hasta 1927. Belgrano (apodados como "los pingüinos")  fue mejorando paulatinamente sus resultados, logrando un 5° puesto en su tercera temporada en Primera (1921) y un 4° puesto (su mejor actuación histórica) en 1923. 
En 1925 inauguró su cancha, "el Parque Erba", en los fondos del Hospital Militar (La Blanqueada). El nombre era un homenaje a su arquero Humberto Erba, fallecido poco tiempo antes durante una gira de su club por Perú. Luego del parate producido por el cisma, el conjunto verde no pudo retomar su nivel y cayó al 19° lugar, siendo su última participación en Primera División. El club posteriormente se disolvió.

## Jugadores
Belgrano tenía como principal figura al arquero Pedro Casella, campeón olímpico con la Selección Uruguaya en Colombes 1924, así como también a José Vidal.

## Datos del Club
- Temporadas en 1ª: 8 (todas consecutivas entre 1919 y 1927, era amateur)
- Mejor puesto en Primera División: 4º (1923)
- Peor puesto en Primera División: 19º (penúltimo) (1927)

## Palmarés
- Divisional Intermedia (1): 1918 (segunda categoría en la era amateur).